# Shane Carey
John Timothy Carey, bekannt als Shane Carey (* 31. Januar 1978 in Crecora, County Limerick), ist ein irischer Springreiter.
Carey nahm als Captain der Irish Army Equitation School an zahlreichen internationalen Wettbewerben teil. Zu seinen Erfolgen gehören Siege in den Nationenpreisen von Drammen, Poznań und Linz.
Verheiratet ist Shane Carey mit der dänischen Springreiterin Linnea Ericsson-Carey, sie haben einen gemeinsamen Sohn.